# Stephanie zu Guttenberg
Stephanie Freifrau von und zu Guttenberg, rozená Gräfin von Bismarck-Schönhausen (* 24. listopadu 1976 Mnichov) je německá lidskoprávní aktivistka; věnuje se zejména ochraně dětí před zneužíváním a boji proti dětské pornografii.

## Život
Guttenberg byla vychována dvoujazyčně a hovoří pěti jazyky - kromě němčiny a švédštiny hovoří anglicky, francouzsky a italsky.

### Rodina
Je prapravnučkou kancléře Otto von Bismarcka. Roku 2000 se provdala za Karla-Theodora zu Guttenberga, pozdějšího ministra obrany SRN.